# Dalian Commodity Exchange
Die Dalian Commodity Exchange (DCE) ist eine Waren- und Terminbörse mit Sitz in Dalian, China. Laut der jährlichen Volumenumfrage 2011 der FIA war die Dalian Commodity Exchange (DCE) gemessen an der Menge der von der Börse abgewickelten Futures und Optionen im Jahr 2010 die kleinste der drei Terminbörsen Chinas. Sie bietet Landwirtschaftliche Waren wie Sojabohnen und verwandten Produkten sowie Mais- und Palmöl-Futures. Laut der jährlichen Volumenüberprüfung 2023 der Futures Industry Association war die Dalian Commodity Exchange im Jahr 2023 mit 2,5 Milliarden gehandelten Kontrakten die neuntgrößte Derivatebörse der Welt, ein Anstieg von 10 Prozent gegenüber den 2,3 Milliarden Kontrakten im Vorjahr. Sie ist Mitglied in der World Federation of Exchanges.

## Geschichte
Die DCE wurde im Februar 1993 in Dalian, einer großen Hafenstadt an der Südspitze der Provinz Liaoning im Nordosten Chinas, gegründet, welche an die wichtigste Sojaanbauregion des Landes grenzt. Die Börse entstand aus der Umstrukturierung der chinesischen Terminmärkte, die 1990 nach einer 60-jährigen Pause wiederbelebt wurde. Allerdings schloss die Regierung viele der über 40 neu entstandenen Börsen aufgrund weit verbreiteter Preismanipulationen. Im Jahr 1995 wurden die 15 verbleibenden Börsen auf drei reduziert, wobei die DCE neben der Zhengzhou Commodity Exchange und der Shanghai Futures Exchange, an der Metalle und Gummi notiert waren, landwirtschaftliche Produkte handelte. Finanztermingeschäfte wurden 1996 verboten, doch die Regierung hat seitdem Pläne angekündigt, Aktienindexprodukte an einer neuen Börse zu notieren. Die drei Börsen wurden 2001 mit einem einzigen elektronischen Netzwerk verbunden. Das schnelle Wachstum des Handels für Sojabohnen an der DCX führte dazu, dass sie in diesem Jahr hinter der New York Mercantile Exchange an zweiter Stelle unter den globalen Rohstoffplattformen stand.